# Tubo de escape

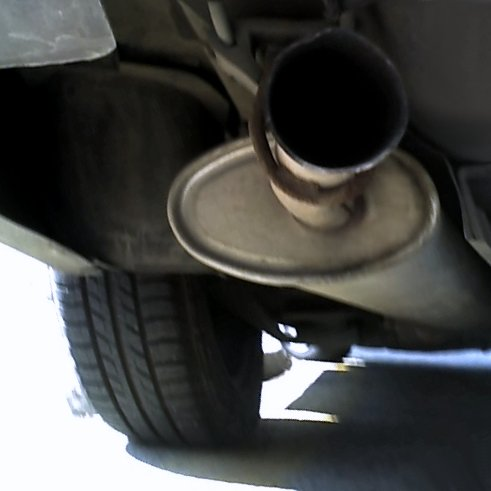
Tubo de escape unido al silenciador.

El tubo de escape o caño de escape (también mofle, mufla, o exhosto) de un motor de explosión es el conducto que sirve para evacuar los gases de combustión (llamados también «de escape») desde el motor al medio ambiente, una vez que son expulsados del mismo, tras haberse realizado la combustión de la gasolina, gas butano, alcohol o gasóleo. Forma parte del sistema de escape en los motores de combustión interna.
Normalmente se ubica debajo del vehículo, aunque en algunos camiones y autobuses está dispuesto de forma vertical hacia arriba a modo de chimenea. En este último caso se le conoce coloquialmente en Venezuela como cañón.
Un sistema de escape generalmente se utiliza para guiar gases de escape lejos del motor que los produce. Todo el sistema transporta los gases quemados del motor al tubo o tubos de escape. Dependiendo del diseño general del sistema, los gases de escape pueden fluir a través de:
- Culata y colector de escape
- Un turbocompresor para aumentar la potencia del motor.
- Un convertidor catalítico para reducir la contaminación del aire.
- Un filtro antipartículas para reducir la emisión de partículas al aire.
- Un silenciador para reducir el ruido.

## Sistema de escape

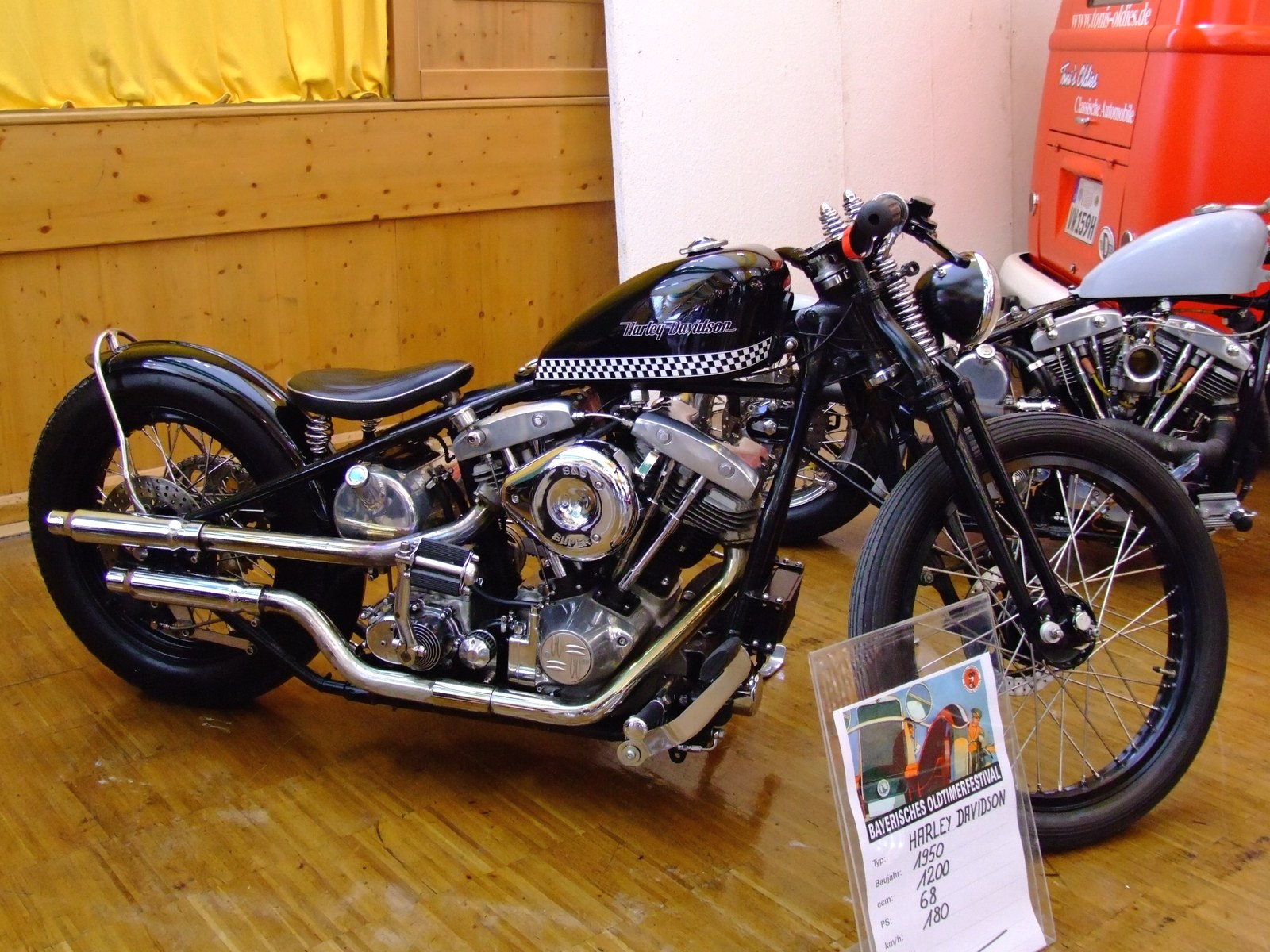
Función estética de los tubos de escape de una Harley-Davidson de 1950.

Está constituido generalmente por un múltiple de escape o colector que recoge los gases de escape en las válvulas de escape de los cilindros del motor, los gases se dirigen mediante un tubo o tubos a uno o varios catalizadores para reducir los contaminantes de los mismos y hacia uno o varios silenciadores que reducen la intensidad y las frecuencias armónicas del sonido de los gases antes de ser liberados a la atmósfera.
El sistema de escape participa en el funcionamiento del motor:
- Si es demasiado libre, el motor aumenta su potencia (el cilindro se vacía mejor después de cada explosión), pero se calienta aún más y consume más.[6]
- Si está demasiado obstruido, el motor denota falta de potencia.
- En los motores de dos tiempos, el caño de escape permite mejorar a la vez el vaciado del cilindro y la compresión.

Desde finales de los años 1990, un número creciente de países ha hecho obligatorio el catalizador para los vehículos a gasolina y gasóleo. Su resultado es incuestionable para algunos agentes contaminantes, pero nulo para otros. A veces se equipan también con un filtro de partículas.
Generalmente, los motores tienen una o más salidas de escape por cilindro. Si hay varios cilindros, los tubos resultantes de los distintos cilindros pueden juntarse o no. Al conjunto de colectores de gases a la salida de los cilindros se les conoce de manera informal como "headers" o "araña" (Méx) o "Múltiple" (Arg.)
Generalmente, se tiene interés en agrupar los escapes de varios cilindros en un único conducto por las siguientes razones:
- Mejor sonoridad.
- Mejor rendimiento del motor (debido al hecho de que el tiempo de escape sólo representa alrededor de un cuarto del tiempo total para un cilindro de un motor de 4 tiempos, y que la evacuación del gas de escape se intercala de una manera armoniosa cuando se conectan varios escapes, dependiendo del número de cilindros, favoreciendo la evacuación de gases al encontrarse sintonizados los pulsos de presión).
- Costo.
- Peso.
- Espacio.
- Estética.
- Potencia
- Par motor

A pesar de las ventajas de los escapes agrupados, los servicios de comercialización a menudo ofrecen escapes múltiples cuando son visibles, como en las motocicletas. En algunos casos, un motor puede tener varios escapes por cilindro, aunque la mayoría de las veces la justificación es solamente estética.
Los motores con turbocompresor tienen generalmente todos sus escapes agrupados en uno con el fin de tener que utilizar un único turbo. Los modelos de gama alta con gran número de cilindros pueden tener varios escapes independientes con varios turbocompresores.
En los motores a dos tiempos, el tubo de escape forma parte integral del funcionamiento del cilindro, lo que impone escapes enteramente separados.
El hacer modificaciones al caño de escape puede estar reglamentado por la ley o en competencias de vehículos, ya que se puede ver afectada la sonoridad, aspecto regulado al realizar la homologación del vehículo, así como poner en riesgo la integridad del vehículo si la nueva geometría del escape no respeta una separación mínima con otros componentes, evitando riesgos de incendio.

## Diseño

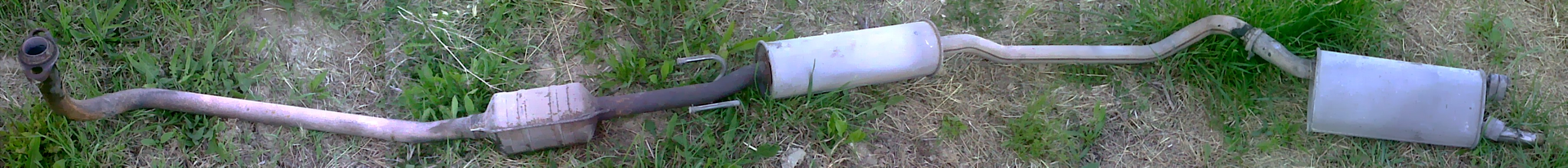
Sistema de escape del Opel Corsa B 1.2 gasolina.

Un tubo de escape debe diseñarse cuidadosamente para transportar gases tóxicos y/o nocivos lejos de los usuarios de la máquina. Los generadores y hornos de interior pueden llenar rápidamente un espacio cerrado con gases de escape venenosos, como hidrocarburos, monóxido de carbono y óxidos de nitrógeno si no se ventilan adecuadamente al exterior. Además, los gases están muy calientes, por lo que la tubería debe ser resistente al calor y no debe pasar a través o cerca de nada que pueda quemarse o dañarse con el calor. Una chimenea sirve como tubo de escape en una estructura estacionaria. Para el motor de combustión interna, es importante tener el sistema de escape "ajustado" (consulte escape sintonizado) para una eficiencia óptima. También esto debe cumplir con las normas de regulación mantenidas en cada país. En China, China 5; En los países europeos, EURO 5; En India, BS-4, etc.

### Motocicletas

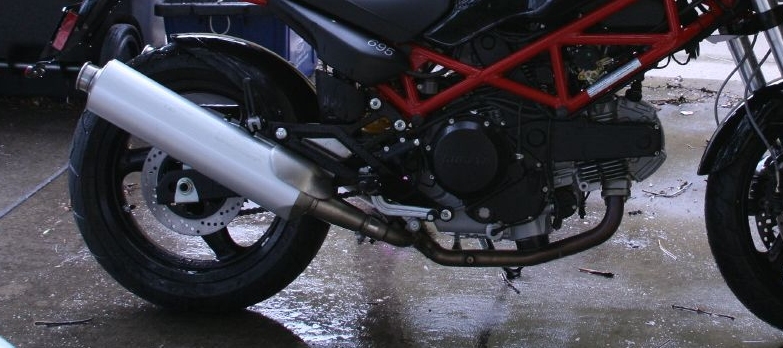
Tubo de escape y silenciador en una motocicleta Ducati Monster.

En la mayoría de las motocicletas, todo o la mayor parte del sistema de escape es visible y puede estar cromado como característica de visualización. Los escapes suelen estar hechos de acero, aluminio, titanio o fibra de carbono.
Los escapes de motocicleta vienen en muchas variedades según el tipo de motor y su uso previsto. Una motocicleta de dos cilindros puede tener secciones de escape independientes, como se ve en la Kawasaki EX250 (también conocida como Ninja 250 en los EE. UU. O GPX 250), o alternativamente una sola sección de escape conocida como dos en uno (2-1). Máquinas de 4 cilindros, motos superdeportivas como la serie ZX de Kawasaki, la serie CBR de Honda, la serie YZF de Yamaha, recientemente titulada R6 y R1, y SuzukiGSX-R, a menudo tienen un sistema de escape doble. Se puede comprar un "sistema completo" como accesorio del mercado de accesorios, también llamado 4-2-1 o 4-1, según su diseño. En el pasado, estas motocicletas venían de serie con un solo silenciador de escape, una práctica que duró hasta principios de la década de 2000, cuando las regulaciones de la UE sobre ruido y contaminación detuvieron en su mayoría esta práctica, lo que obligó a las empresas a utilizar otros métodos para aumentar el rendimiento de la motocicleta.

### Camiones
En muchos camiones todo o la mayor parte del sistema de escape es visible, a menudo con un tubo de escape vertical. Normalmente, en estos camiones, el silenciador está rodeado por una funda de metal perforada para evitar que las personas se quemen al tocar el silenciador caliente. Esta funda puede ser cromada como característica de exhibición. Parte de la tubería entre el motor y el silenciador suele ser un conducto industrial de metal flexible, que ayuda a evitar que la vibración del motor se transfiera al sistema de escape. A veces, un gran caño de escape se dispone en vertical, para alejar el gas nocivo caliente de las personas; en tales casos, el extremo del tubo de escape a menudo tiene una solapa de metal con bisagras para evitar que caigan escombros, pájaros y agua de lluvia.
En otros tiempos, los sistemas de escape de los camiones en Gran Bretaña quedaban por lo general fuera de la vista, al ir ubicados debajo del chasis.

### Motor de dos tiempos
En un motor de dos tiempos, como el que se usa en las motos de cross, una protuberancia en el tubo de escape conocida como cámara de expansión utiliza la presión del escape para crear una bomba que exprime más aire y combustible en el cilindro durante la carrera de admisión. Esto proporciona mayor potencia y eficiencia de combustible. Ver efecto Kadenacy.

### Motor de gasolina
Con motor diésel o gasolina a bordo bajo cubierta en embarcaciones marinas:
- Revestir el caño de escape evita que se sobrecaliente la sala de máquinas donde las personas deben trabajar para reparar el motor.
- La alimentación de agua en el tubo de escape enfría los gases de escape y, por lo tanto, disminuye la contrapresión en los cilindros del motor. A menudo, en el servicio marítimo, el colector de escape está integrado con un intercambiador de calor que permite que el agua de mar enfríe un sistema cerrado de agua dulce que circula dentro del motor.

### Motores fuera de borda
En los motores fuera de borda, el sistema de escape suele ser un paso vertical a través de la estructura del motor y, para reducir el ruido fuera del agua, estalla bajo el agua, a veces a través del centro de la hélice.